# Goeldia zyngierae
Espèce
Goeldia zyngierae est une espèce d'araignées aranéomorphes de la famille des Titanoecidae.

## Distribution
Cette espèce se rencontre au Brésil, en Bolivie, au Paraguay et au Argentine.

## Description
Le mâle holotype mesure 6,44 mm et la femelle paratype 6,44 mm, les mâles mesurent de 4,3 à 7,31 mm et les femelles de 5,1 à 8 mm.

## Étymologie
Cette espèce est nommée en l'honneur de Nicole Alves Cardoso Zyngier.

## Publication originale
- Almeida-Silva, Brescovit & Dias, 2009 : « A new species of Goeldia (Araneae: Titanoecidae) with notes on its natural history. » Zoologia (Curitiba), vol. 26, no 2, p. 363-368 (texte intégral).